# Umění lhát
Umění lhát (orig. The Invention of Lying) je americká filmová romantická komedie z roku 2009. Scénář napsali a režie se ujali společně Ricky Gervais a Matthew Robinson. Jedná se o Gervaiseho režijní debut. Gervais se zároveň ujal role Marka Bellisona, prvního člověka se schopností lhát. V dalších rolích se objevili Jennifer Garnerová a Jonah Hill.

## Děj
Film se odehrává v alternativní realitě, kde neexistuje lhaní a všechno vyřčené je absolutní pravdou. Lidé v tomto světě často pronášejí otevřené a často kruté poznámky, včetně těch, které by si normálně nechali pro sebe. Neexistuje náboženství, absence fikce způsobila, že se filmový průmysl omezil na předčítání textů o historii a reklamy jsou stejně krutě pravdivé jako jsou lidé.
Mark Bellison je neúspěšný autor filmů, který má psát o 13. století, velmi nudném století. Jednou večer jde na rande s velmi pěknou a bohatou Annou McDooglesovou. Ta mu řekne, že ji kvůli svému vzhledu a nepříznivé finanční situaci nepřitahuje, ale jde s ním ven, aby uspokojila svou předpojatou matku a také jako laskavost pro Markova přítele Grega Kleinschmidta.
Následující den je Mark propuštěn z práce, protože jeho filmy nejsou úspěšné a jeho domácí ho vyhodí z bytu kvůli neplacení nájmu. V depresi jde zrušit svůj bankovní účet. Úřednice mu řekne, že jim nefungují počítače a zeptá se ho, kolik peněz má na účtě. Mark pak řekne první světovou lež - že má na účtě 800 dolarů. Počítače pak znovu začnou fungovat a úřednice vidí na jeho účtě jen 300 dolarů. I tak mu ale dá 800, je si jistá, že je chyba v počítači.
Mark potom lže při mnoha dalších příležitostech. Například řekne atraktivní ženě, že pokud s ním nebude souložit, tak nastane konec světa, zachrání kamaráda před pokutou za řízení pod vlivem, vyhraje peníze v kasinu a zabrání svému sousedovi Franku Fawcettovi spáchat sebevraždu. Potom napíše scénář o světě, na který zaútočili ve 14. století vetřelci. Pak měly být lidem vymazány vzpomínky. Díky tomuto filmu zbohatne.
Mark přesvědčí Annu, aby s ním šla znovu na rande a doufá, že ji teď zaujme jeho bohatství. Na rande Anna gratuluje Markovi k úspěchu a přizná, že by byl dobrým manželem a otcem. Pořád jí ale nepřijde atraktivní, protože pokud by spolu někdy měli děti, měly by půlku genetického materiálu od něj, takže by "byly tlusté s pršáčky", což ona nechce. Mark pak dostane zprávu, že jeho matka dostala infarkt a spěchá do nemocnice. Tam mu lékař řekne, že jeho matka zemře. Ta se bojí smrti. Mark jí řekne, že ji čeká šťastný posmrtný život, představí jí koncept nebe. Matka šťastně zemře, lékaři a sestry jsou uneseni tím, co řekl.
Na Marka se pak díky tomu obrátí pozornost celého světa. Po Annině nátlaku Mark představí lidem "deset pravidel", mluví o "muži na nebesích", který vše kontroluje, slibuje velké odměny na dobrém místě, když člověk za svůj život neudělá více než tři špatné věci. Později se Anna a Mark procházejí v parku a Anna se ho zeptá, jestli to, že je slavný a bohatý zabrání tomu, aby jejich děti byly tlusté s pršáčky. Mark chce zalhat, ale neudělá to kvůli tomu, co k Anně cítí.
Mezitím se Annu snaží svést Markův rival Brad Kessler. Je motivovaný zlobou z Markova úspěchu. Ačkoli se Anně Bradovo neomalené chování nelíbí, pokračuje ve vztahu s ním a zasnoubí se. Anna pozve Marka na svatbu. Mark se jí snaží přesvědčit, aby si Brada nebrala, ale nepovede se mu to. Anna jde pak do parku, kam šla předtím s Markem a uvidí dítě s lehkou nadváhou a zmrzlinou, když přijdou hubenější děti a zmrzlinu mu rozmažou po košili. Začne na ně ječet a děti utečou. Běží pak k chlapci se zmrzlinou, uklidní ho a zeptá se ho na jméno. On řekne "malý tlustý Brian" a Anna odpoví, že je víc, než pouze to.
Před svatbou navštíví Marka jeho kamarád Greg a řekne mu, že Annu ještě neztratil. Mark neochotně jde na její svatbu s Bradem. Tam chce svatbu zastavit, ale oddávající mu řekne, že svatbu může zastavit jedině muž na nebesích. Brad i Anna Marka požádají, aby se zeptal muže na nebesích, co mají udělat. Mark ale odmítá cokoli říct a odchází. Chce, aby si Anna vybrala sama. Anna vyjde ven a Mark jí přizná svou schopnost lhát a že vše, co řekl o muži na nebesích, nebyla pravda. Anně trvá, než všechno pochopí. Zeptá se Marka, proč nelhal, aby si ji mohl vzít. Mark řekne, že by to nefungovalo. Anna přizná, že ho miluje.
O něco později jsou zobrazeni manželé Anna, která je těhotná, a Mark se synem, který zdědil Markovu schopnost lhát.

## Obsazení
| Ricky Gervais      | Mark Bellison            |
| Jennifer Garnerová | Anna McDooglesová        |
| Jonah Hill         | Frank Fawcett            |
| Louis C.K.         | Greg Kleinschmidt        |
| Christopher Guest  | Nathan Goldfrappe        |
| Rob Lowe           | Brad Kessler             |
| Tina Fey           | Shelley Baileyová        |
| Roz Ryan           | zdravotní sestra Barbara |
| Jeffrey Tambor     | Anthony James            |
| Jimmi Simpson      | Bob Scott                |
| Fionnula Flanagan  | Martha Bellisonová       |
| Shaun Williamson   | Richard Bellison         |

Jako cameo se ve filmu rovněž objevili Jason Bateman, Stephen Merchant, Philip Seymour Hoffman, Edward Norton a Michael Caine.

## Ohlas
Umění lhát sklidilo smíšené reakce kritiky. Server Rotten Tomatoes dává filmu na základě 173 hodnocení kritiků skóre 56%. Server Metacritic hodnotí film 58 body ze 100 na základě 31 recenzí. Uživatelé ČSFD snímek hodnotí průměrně 62%.
Během úvodního víkendu ve Spojených státech snímek utržil mírně přes 7 milionů USD a stal se tak pátým nejúspěšnějším filmem víkendu za Zombielandem, Zataženo, občas trakaře, společným 3D uvedením filmů Toy Story a Toy Story 2 a filmem Náhradníci. Celkové celosvětové tržby filmu činily téměř 32 milionů USD.